# Dwingelo (Adelsgeschlecht)

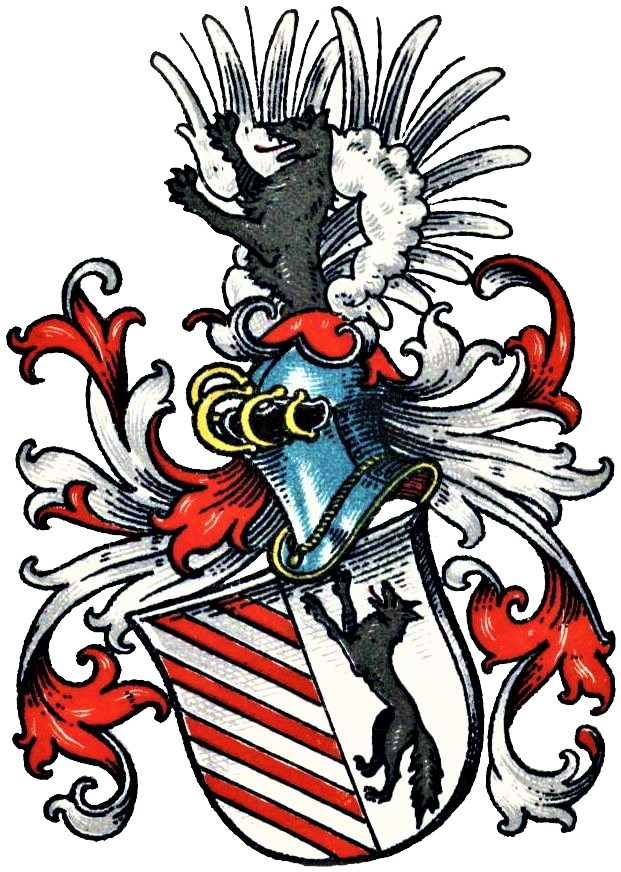
Wappen derer von Dwingelo im Wappenbuch des Westfälischen Adels

Dwingelo (auch: Dwingeloo, Dwingeloe, Twingelo o. ä. sowie Dwingelo genannt Lutten/Lütten bzw. Dwingelo-Lütten) ist der Name eines ursprünglich aus den Niederlanden stammenden, später in Niedersachsen ansässigen Adelsgeschlechts.

## Geschichte
Das Geschlecht saß ursprünglich im namensgebenden Dwingeloo, Provinz Drenthe, in den Niederlanden. Heinrich von Dwingelo war 1428 Abt des Klosters Dickninge in Drenthe. Da die Familie am katholischen Glauben festhielt, musste sie die Niederlande mit der Reformation verlassen. Schon im 15. Jahrhundert besaß die Familie Haus Lotten in Haselünne-Lotten. In Haselünne hatte sie ferner einen Burgmannshof, Hof Dwingelo genannt.
In Niedersachsen nannte sich die Familie Dwingelo genannt Lutten bzw. Lütten, wohl aufgrund des Hauses Lotten. Die bekannte Stammreihe beginnt mit Roloff von Dwingelo gen. Lutten zu Lutten, verheiratet mit einer Duite gen. Butt zu Gut Altenkamp und Dansdorf. Ihr Sohn Heinrich von Dwingelo gen. Lutten zu Lotten war mit Tecla von Hüntel zu Haus Hamme verheiratet. Deren Sohn Johann von Dwingelo gen. Lutten zu Lotten, verheiratet mit Lucretia Eising von Borsum, bat 1632 nach dem Tod seines Vaters wegen Lotten zum Münsteraner Landtage ausgeschrieben zu werden. Dies geschah erst 1663. Johanns Sohn Heinrich von Dwingelo gen. Lutten zu Haus Lotten hatte mit Catharina Elisabeth von Duithe gen. Butt zu Landegge einen Sohn namens Johann Arnold von Dwingelo gen. Lutten, der 1714 der münsterschen Ritterschaft seine Ahnentafel präsentierte und dadurch bei der Ritterschaft des Niederstifts Münster aufgenommen wurde. Johann Arnold war mit Wilhelmine von Korff zu Suthausen verheiratet. Der Eheleute Sohn Ernst Nicolaus von Dwingelo gen. Lutten zu Lotten heiratete Anna von Galen. Sie hatten einen Sohn namens Clemens, der Maria von Martels aus dem Hause Dankern heiratete. Gleichzeitig war Theodora von Dwingelo mit Johann Franz von Martel zu Dankern, 1770–1800 münsterscher Rentmeister, verheiratet. Sie war in der Bevölkerung aufgrund ihrer verschwenderischen und herrschsüchtigen Art so unbeliebt, dass man ihr nach dem Tod einen Begräbnisplatz in Wesuwe verweigerte und sie nach Umkehr des Leichenzugs zurück nach Dankern in der dortigen Schlosskapelle beisetzen musste. Eine Legende besagt, dass ihr Geist nachts durch das Schloss gegeistert sei, bis ihr Grab im Zuge späterer Renovierungsarbeiten verlegt wurde und sie dort ihre Ruhe fand.
Die Linie zu Lotten starb zu Beginn des 19. Jahrhunderts mit dem Tod von Clemens von Dwingelo aus. Haus Lotten fiel über eine Schwester von Clemens, die mit Oberst Christian Wolfgang von Spieß verheiratet war, an die Familie von Spieß. Andere Linien der Familie blühen unter dem Namen „Dwingelo-Lütten“ bis heute, u. a. in Österreich.

## Wappen
Blasonierung im Wappenbuch des Westfälischen Adels: Der Schild gespalten. Rechts in Silber fünf rote schrägrechte Balken, links in Silber ein die Teilungslinie hinauflaufender schwarzer Wolf. Auf dem Helm der Wolf wachsend vor einem silbernen geschlossenen Flug. Die Helmdecken sind rot-silbern.